# Matthijs Accama

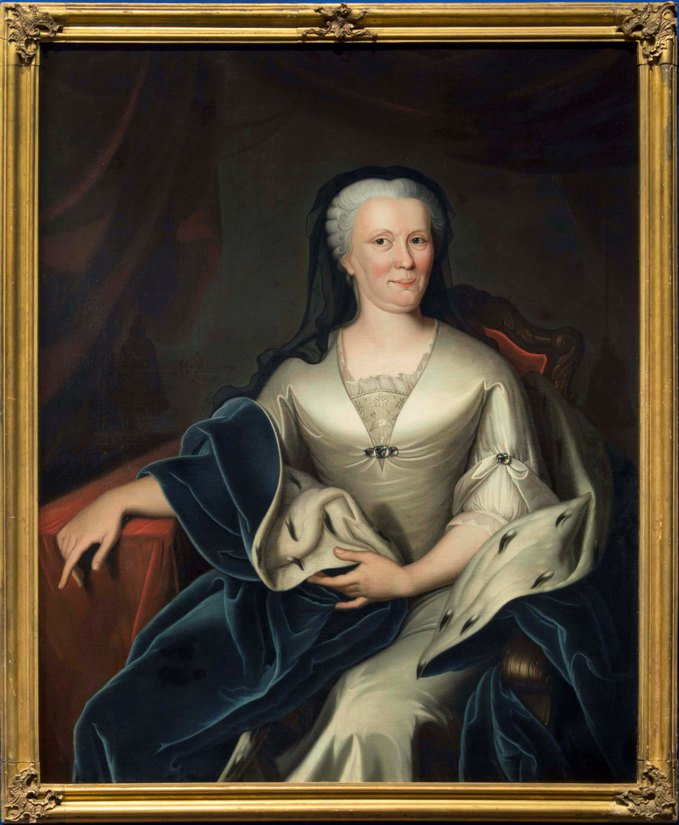
Portret van Maria Louise van Hessen-Kassel - Fries Museum

Matthijs Accama (Burum, 1702 – Leeuwarden, 1783) was een Friese portretschilder, decoratieschilder en historieschilder. Hij is de zoon van Simon Accama en broer van schilder Bernardus Accama die tegelijkertijd zijn leraar was. Tijdens zijn studiereis naar Italië, rond 1720, maakte hij veel kopieën van Italiaanse meesters.
In het Fries Museum in Leeuwarden hangen portretschilderijen van Mathijs Accama, waaronder die van stadhouder-regentes Maria Louise van Hessen-Kassel.
- Biografisch Portaal: 66345863
- Digitale Bibliotheek voor de Nederlandse Letteren: acca004
- RKD-Nederlands Instituut voor Kunstgeschiedenis: 260
- Union List of Artist Names: 500133279
- Virtual International Authority File: 96646184